# Jonathan Osorio
Jonathan Osorio (Toronto, Ontario, 12 de junio de 1992) es un futbolista canadiense de origen colombiano. Juega como centrocampista y su equipo es el Toronto FC de la Major League Soccer.

## Primeros años
Jonathan Osorio nació en Toronto en 1992. Sus padres son colombianos. Su padre es originario de Cali, mientras que su madre es de Medellín, quienes se trasladaron a Canadá a inicios de la década de 1990.
Comenzó a jugar al fútbol con el Brampton Youth Soccer a los 10 años y se graduó en la escuela secundaria St. Edmund Campion. Entre 2010 y 2012 integró las divisiones menores del Club Nacional de Football de Uruguay juntó con su hermano Anthony.
Sus dos hermanos Anthony Osorio y Nicholas Osorio también son futbolistas.

## Trayectoria

### SC Toronto
Tras su paso por el Club Nacional de Football de Uruguay donde disputó 3 partidos de la Copa Libertadores Sub-20 de 2011 regresa a su natal Canadá y allí debutaría en la temporada 2012 en la Liga Canadiense de Fútbol con el SC Toronto donde juega 17 partidos anotando 11 goles. Luego de ser el catalogado como el novato de la temporada es fichado por el Toronto FC de la MLS.

### Toronto FC
Osorio hizo su debut con el Toronto FC de la Major League Soccer el 9 de marzo de 2013, contra el Sporting Kansas City en reemplazo de Terry Dunfield. El 30 de marzo de 2013 marcó su primer gol contra Los Angeles Galaxy, en el minuto 78. Obtuvo el galardón del Gol de la Semana de la MLS, por el gol que anotó contra New York Red Bulls el 27 de abril de 2013.
Después de la temporada de 2013, Osorio hace su preparación de temporada en el Huddersfield Town de la Football League Championship y en el Werder Bremen de la Bundesliga.

## Selección nacional
El 23 de mayo de 2013 la selección absoluta de Canadá convoca a Osorio para un amistoso contra Costa Rica en la siguiente semana. Osorio hizo su debut con la selección absoluta el 28 de mayo de 2013, entró como reemplazo de Samuel Piette en el segundo tiempo, en la derrota 1-0 ante Costa Rica en el Estadio de la Mancomunidad. El 27 de junio de 2013 Osorio fue incluido como parte del plantel de 23 jugadores confirmados para el equipo de Canadá que dirigido por Colin Miller Canadá para la Copa de Oro de la Concacaf 2013.

### Participaciones en Copas América
| Torneo            | Sede           | Resultado     | Partidos | Goles |
| ----------------- | -------------- | ------------- | -------- | ----- |
| Copa América 2024 | Estados Unidos | Cuarto puesto | 6        | 0     |

### Estadistícas selección
| Selección de Canadá | Selección de Canadá | Selección de Canadá |
| Año                 | Partidos            | Goles               |
| ------------------- | ------------------- | ------------------- |
| 2013                | 8                   | 0                   |
| 2014                | 1                   | 0                   |
| 2015                | 4                   | 0                   |
| 2016                | 3                   | 0                   |
| 2017                | 3                   | 2                   |
| 2018                | 3                   | 1                   |
| 2019                | 9                   | 1                   |
| 2020                | 3                   | 1                   |
| 2021                | 15                  | 2                   |
| 2022                | 11                  | 0                   |
| 2023                | 10                  | 2                   |
| 2024                | 11                  | 0                   |
| 2025                | 3                   | 0                   |
| Total               | 85                  | 9                   |

#### Goles
| Gol | Día                     | Lugar                     | Rival                                | Parcial | Final | Competitición                  |
| --- | ----------------------- | ------------------------- | ------------------------------------ | ------- | ----- | ------------------------------ |
| 1.  | 22 de enero de 2017     | Hamilton, Bermuda         | Bermudas                             | 1–1     | 4–2   | Amistoso                       |
| 2.  | 2 de septiembre de 2017 | Toronto, Canadá           | Jamaica                              | 2–0     | 2–0   | Amistoso                       |
| 3.  | 9 de septiembre de 2018 | Bradenton, Estados Unidos | Islas Vírgenes de los Estados Unidos | 1–0     | 8–0   | Eliminatorias 2019–20 CONCACAF |
| 3.  | 4 de julio de 2023      | Texas, Estados Unidos     | Cuba                                 | 2–0     | 4–2   | Copa Oro 2023                  |

## Clubes
| Club                    | País       | Año           |
| Inferiores              | Inferiores | Inferiores    |
| ----------------------- | ---------- | ------------- |
| Brampton Youth S. C.    | Canadá     | 2002-2007     |
| Clarkson Sheridan S. C. | Canadá     | 2007-2010     |
| Nacional                | Uruguay    | 2010-2012     |
| Profesional             |            |               |
| S. C. Toronto           | Canadá     | 2012          |
| Toronto F. C.           | Canadá     | 2013-presente |

## Estadísticas

### Clubes
Actualizado al último partido disputado el 19 de marzo de 2022.
| Club                          | Div.       | Temporada  | Liga  | Liga  | Copa nacional | Copa nacional | Continental | Continental | Total | Total |
| Club                          | Div.       | Temporada  | Part. | Goles | Part.         | Goles         | Part.       | Goles       | Part. | Goles |
| ----------------------------- | ---------- | ---------- | ----- | ----- | ------------- | ------------- | ----------- | ----------- | ----- | ----- |
| Nacional Montevideo · Uruguay | 1.ª        | 2011       | —     | —     | —             | —             | 3           | 0           | 3     | 0     |
| Nacional Montevideo · Uruguay | Total club | Total club | 0     | 0     | 0             | 0             | 3           | 0           | 3     | 0     |
| S. C. Toronto · Canadá        | 1.ª        | 2012       | 17    | 11    | —             | —             | —           | —           | 17    | 11    |
| S. C. Toronto · Canadá        | Total club | Total club | 17    | 11    | 0             | 0             | 0           | 0           | 17    | 11    |
| Toronto F. C. · Canadá        | 1.ª        | 2013       | 29    | 6     | 2             | 0             | —           | —           | 31    | 6     |
| Toronto F. C. · Canadá        | 1.ª        | 2014       | 27    | 3     | 2             | 0             | —           | —           | 29    | 3     |
| Toronto F. C. · Canadá        | 1.ª        | 2015       | 30    | 1     | 2             | 0             | —           | —           | 32    | 1     |
| Toronto F. C. · Canadá        | 1.ª        | 2016       | 36    | 4     | 4             | 2             | —           | —           | 40    | 6     |
| Toronto F. C. · Canadá        | 1.ª        | 2017       | 32    | 2     | 4             | 0             | —           | —           | 36    | 2     |
| Toronto F. C. · Canadá        | 1.ª        | 2018       | 30    | 10    | 4             | 3             | 9           | 4           | 43    | 17    |
| Toronto F. C. · Canadá        | 1.ª        | 2019       | 28    | 7     | 4             | 0             | 2           | 0           | 34    | 7     |
| Toronto F. C. · Canadá        | 1.ª        | 2020       | 19    | 1     | —             | —             | —           | —           | 19    | 1     |
| Toronto F. C. · Canadá        | 1.ª        | 2021       | 24    | 4     | 3             | 1             | 2           | 1           | 29    | 6     |
| Toronto F. C. · Canadá        | 1.ª        | 2022       | 4     | 2     | —             | —             | —           | —           | 4     | 2     |
| Toronto F. C. · Canadá        | Total club | Total club | 216   | 40    | 22            | 6             | 11          | 5           | 249   | 50    |

## Palmarés

### Campeonatos nacionales
| Título                 | Club          | País           | Año  |
| ---------------------- | ------------- | -------------- | ---- |
| Campeonato Canadiense  | Toronto F. C. | Canadá         | 2016 |
| Conferencia Este       | Toronto F. C. | Estados Unidos | 2016 |
| Campeonato Canadiense  | Toronto F. C. | Canadá         | 2017 |
| Conferencia Este       | Toronto F. C. | Estados Unidos | 2017 |
| MLS Supporters' Shield | Toronto F. C. | Estados Unidos | 2017 |
| Copa MLS               | Toronto F. C. | Estados Unidos | 2017 |

### Distinciones individuales
| Distinción                            | Año                  |
| ------------------------------------- | -------------------- |
| Novato del año Canadian Soccer League | 2012[cita requerida] |